# Battaglia di Plassey

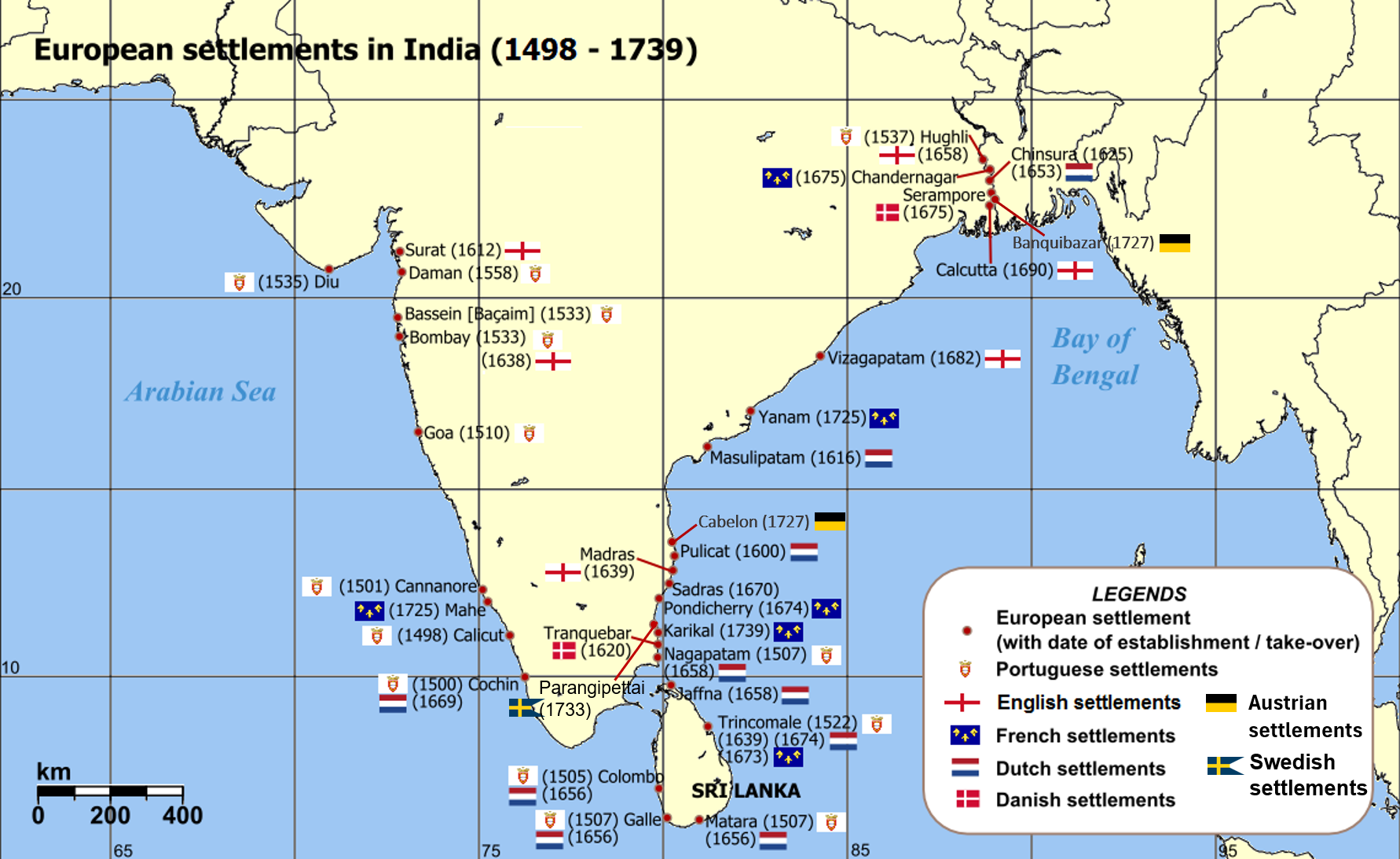
Gli insediamenti europei in India dal 1501 al 1739

La battaglia di Plassey (পলাশীর যুদ্ধ, Pôlashir Juddho) ebbe luogo il 23 giugno 1757, a Palashi, India, sulle rive del fiume Bhagirathi, circa 150 chilometri a nord di Calcutta, vicino a Murshidabad. Ebbe come conseguenza l'invasione del Bengala da parte della Compagnia britannica delle Indie orientali.
La battaglia si colloca all'interno dei contrasti tra Gran Bretagna e Francia per i possedimenti coloniali in India sviluppatisi dal 1700 al 1764, e in particolare fa parte della serie di scontri che si verificarono durante la Guerra dei sette anni; dopo tale battaglia la Gran Bretagna estromise quasi completamente la Francia dal territorio indiano.

## Eventi che condussero alla battaglia

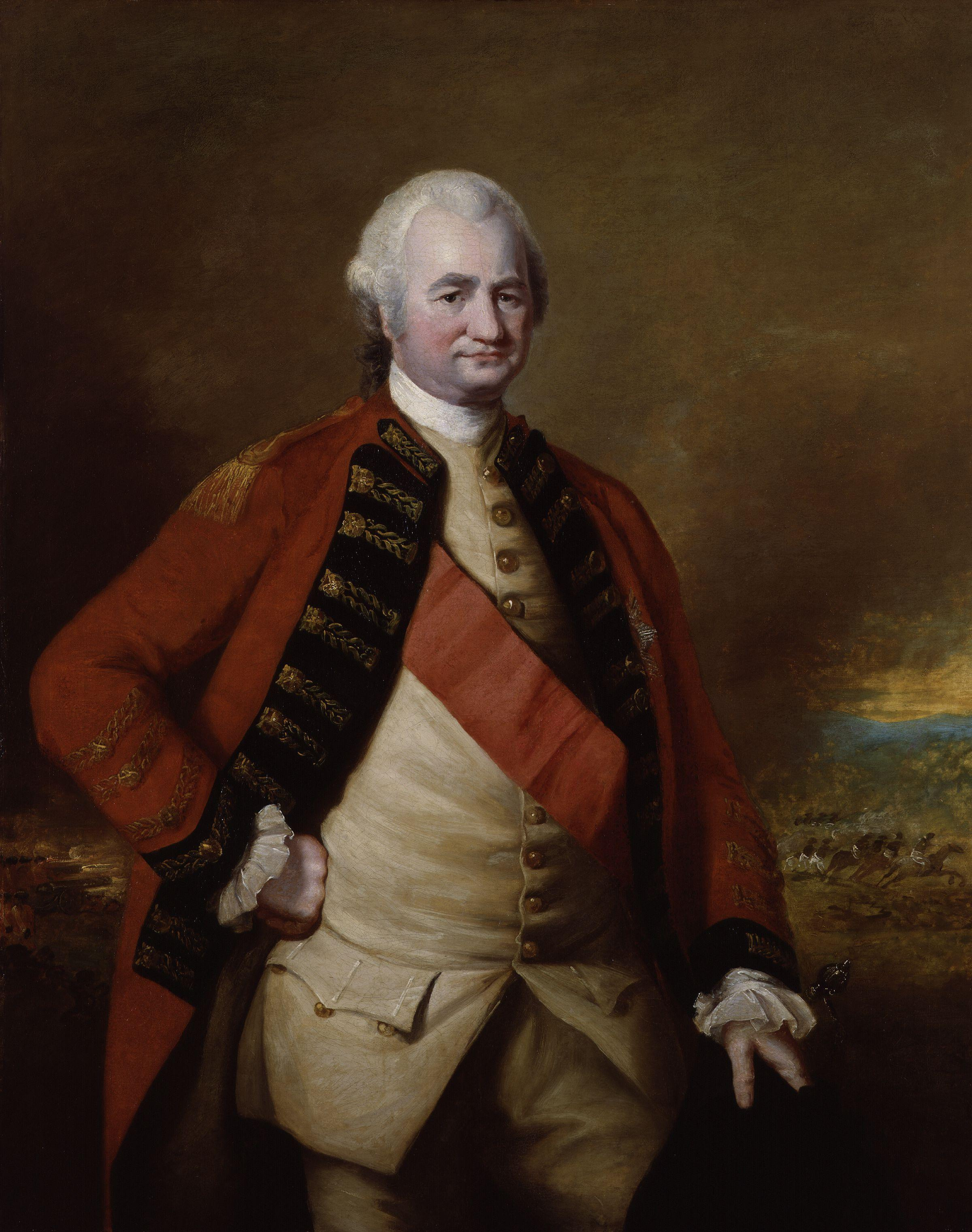
Robert Clive (1773)

Motivo principale dello scontro fu il possesso della zona del Bengala, governata dal nababbo Suraj-ud-Daula. Tutti i nababbi indiani all'epoca parteggiavano o per i francesi o per i britannici (questo era spesso un pretesto per inasprire le contese con gli altri nababbi) e Suraj-ud-Daula era favorevole ai francesi. Nel 1756 egli aveva attaccato a sorpresa con 50 000 soldati la guarnigione britannica a Calcutta difesa da 515 uomini. Dei 170 uomini lasciati nella città dai funzionari britannici in fuga, 146 furono imprigionati in un locale di cinque metri e mezzo di lato senza ventilazione. Il giorno dopo ne erano rimasti vivi solo 23.
La notizia dell'oltraggio (chiamato "il buco nero di Calcutta") venne mandata all'agenzia britannica di Madras che inviò il generale Robert Clive, il quale si era già distinto in brillanti operazioni militari. Questi prese il comando dell'esercito nel 1756 e riconquistò Calcutta il 2 gennaio 1757 con 900 soldati britannici e 1500 soldati indiani (sepoy), liberando i funzionari europei fuggiti da Calcutta. Tuttavia la pace stipulata con Suraj-ud-Daula non durò a lungo e, nonostante quest'ultimo avesse indennizzato tutte le perdite subite dai britannici, chiese anche che questi ultimi e i francesi interrompessero i combattimenti in India. Ma la guerra dei sette anni era appena scoppiata e i soldati di Sua Maestà attaccarono un insediamento francese vicino a Murshidabad, capitale di Suraj-ud-Daula, e in aggiunta avanzarono richieste assurde - ben sapendo che non sarebbero state accolte - al nababbo; intanto Clive aveva convinto lo zio di Suraj-ud-Daula, Mir Jaffar, a collaborare per spodestarlo. Quindi Suraj-ud-Daula organizzò un altro esercito e marciò alla volta di Calcutta.

## Svolgimento della battaglia

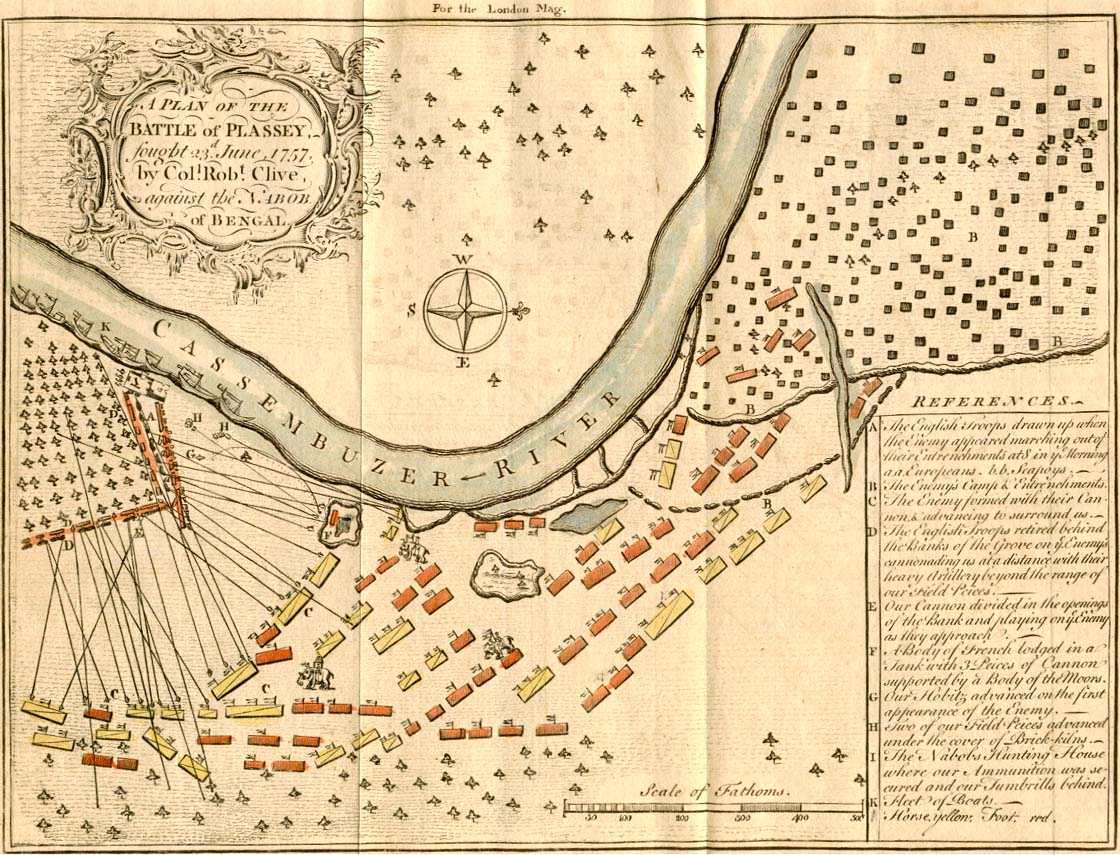
Il piano della battaglia di Plassey, combattuto 23 giugno 1757 dal colonnello Robert Clive, contro il Nawab del Bengala.
Raffigurazione del campo di battaglia, con le spiegazioni di movimenti di truppe.

L'esercito indo-francese contava 15 000 cavalieri, 35 000 fanti e 10 000 miliziani (per un totale di 60 000 uomini) e 53 cannoni maneggiati da artiglieri francesi. L'esercito inglese, invece, solamente 1000 soldati europei, 2100 indiani e 100 artiglieri con 8 cannoni e 2 obici (per un totale di 3 200 soldati). All'inizio Clive avrebbe pensato di resistere al nemico (in schiacciante superiorità numerica) a Fort William, nonostante desiderasse passare all'offensiva. Ma i rassicuranti messaggi di Mir Jaffar (il quale avrebbe ritirato i suoi uomini prima della battaglia) lo indussero a cercare lo scontro. Il 22 giugno 1757 Clive si accampò in un boschetto di manghi poco a nord della città indiana di Pelasi, meglio conosciuta con il nome inglese di Plassey.
La mattina successiva la battaglia iniziò con un massiccio bombardamento che dette scarsi risultati, dato che i britannici si erano accampati dietro un'altura, vicina al boschetto. I britannici risposero allora al fuoco, provocando danni tanto quanto i francesi. Le truppe indo-francesi, disposte in un vasto semicerchio intorno all'accampamento britannico, erano comandate dal generale più abile di Suraj-ud-Daula, Mir Mudin Khan. Tutto il mattino trascorse in un duello di artiglieria. A mezzogiorno iniziò una pioggia monsonica che inzuppò la polvere da sparo francese, non consentendo più ai cannoni di bombardare l'accampamento nemico, mentre Clive, ricordando un detto di Oliver Cromwell: "Abbi fede in Dio, ma tieni la polvere all'asciutto", aveva posto dei teloni a protezione della polvere.
Mir Mudin Khan, pensando che anche la polvere degli inglesi si fosse bagnata, ordinò di attaccare. Immediatamente Mir Jaffar, rispettoso degli accordi presi con Clive, ritirò 45 000 uomini dal campo di battaglia. I rimanenti furono colpiti dall'artiglieria britannica in campo aperto e furono falcidiati, e lo stesso Mir Mudin Khan perse la vita. I sopravvissuti si ritirarono in disordine. Suraj-ud-Daula fuggì dalla battaglia verso la sua capitale Murshidabad con una guardia del corpo di 2 000 uomini ed ordinò che i soldati si ritirassero, però molti soldati non lo udirono e continuarono a combattere; i britannici li sconfissero con un'ultima scarica d'artiglieria e con uno scontro di fanteria. Verso le 17,00 la battaglia era conclusa.

## Conseguenze

India dopo la battaglia di Plassey

Le truppe britanniche ebbero perdite pari a 23 morti e 29 feriti, mentre quelle indo-francesi 1 000 uomini, il che (considerando che 45 000 si ritirarono all'inizio della battaglia) significa che un uomo su 15 perì.
Suraj-ud-Daula fu messo a morte e Mir Jaffar divenne il governatore del Bengala. Dato che non aveva combattuto (come nei patti) ma si era solamente ritirato, compensò la sua diserzione con cospicue elargizioni di denaro alla compagnia (160 000 sterline), a Robert Clive ed altri ufficiali britannici che tornarono in patria favolosamente ricchi.
La vittoria a Plassey spazzò via la presenza francese in India e permise che il Regno Unito e la Compagnia Inglese delle Indie Orientali conseguissero il pieno possesso dell'India.